# رافائل براسالی
رافائل براسالی (به پرتغالی: Rafael Wihby Bracalli) دروازه‌بان اهل برزیل است که در شهر سانتوس و در تاریخ ۵ مهٔ ۱۹۸۱ به دنیا آمده‌است.
رافائل براسالی در تیم‌های فوتبال Paulista سابقهٔ حضور دارد.